# Cynanchum eurychiton
Cynanchum eurychiton är en oleanderväxtart som först beskrevs av Boj. och Joseph Decaisne, och fick sitt nu gällande namn av Karl Moritz Schumann. Cynanchum eurychiton ingår i släktet Cynanchum och familjen oleanderväxter. Inga underarter finns listade i Catalogue of Life.